# Asamblea General de Maryland
La Asamblea General de Maryland (en inglés: Maryland General Assembly) es la legislatura estatal (órgano encargado del Poder legislativo) del estado de Maryland, en Estados Unidos. Es un organismo bicameral: la cámara alta, el Senado de Maryland, tiene 47 representantes y la cámara baja, la Cámara de Delegados de Maryland, tiene 141 representantes. Los miembros de ambas cámaras sirven términos de cuatro años. Cada cámara elige a sus propios funcionarios, juzga las calificaciones y la elección de sus propios miembros, establece reglas para la conducción de sus negocios y puede castigar o expulsar a sus propios miembros.  Se reúne dentro de la Casa del Estado, ubicada en Annapolis. 
La Asamblea General se reúne cada año durante 90 días para actuar sobre más de 2,300 proyectos de ley, incluido el presupuesto anual del estado, que debe de aprobar antes de suspender la sesión sine die. La 441.ª sesión de la Asamblea General se celebró el 9 de enero de 2020.

## Historia
El precursor de la Asamblea General de Maryland fue la institución colonial, una legislatura llamada la Asamblea de Marilandeses Libres (y también el Consejo de Maryland). La carta fundacional de Maryland creó un estado gobernado por el conde palatino, Lord Baltimore. Como gobernante, Lord Baltimore poseía directamente todas las tierras otorgadas en la carta y poseía autoridad absoluta sobre su dominio.

Sin embargo, como en otras partes de la Norteamérica inglesa, las instituciones políticas inglesas se volvieron a crear en las colonias, y la Asamblea General de Maryland cumplió prácticamente la misma función que la Cámara de los Comunes. Se aprobó una ley siempre que:
De ahora en adelante y para siempre, todos los miembros del consejo de la provincia y cualquier otro caballero de juicio capaz convocado por orden judicial (y el señor de cada señorío dentro de esta provincia después de que se erigieran los señoríos) tendrá y podrá tener su voz, asiento y lugar en cada Asamblea General... junto con dos o más hombres capaces y suficientes para los cien como dichos libertos o la mayor parte de ellos... pensarán bien.
Además, el Lord Propietario podía convocar a los delegados que quisiera.
En cierto modo, la Asamblea General fue una mejora de las instituciones de la madre patria. En 1639, observando que el Parlamento no había sido convocado en Inglaterra durante una década, los hombres libres de Maryland aprobaron una ley en el sentido de que "las asambleas debían ser convocadas una vez cada tres años como mínimo", asegurando que sus voces serían escuchado regularmente.
Durante la Revolución Americana, la Asamblea colonial dejó de existir y fue reemplazada por su sucesor moderno.
A partir de 1867, la Asamblea se volvió cada vez menos representativa. A medida que la población de Baltimore aumentó, ni a ella ni a otras áreas urbanas se les otorgaron asientos adicionales. Para 1918, la población de la ciudad había aumentado un 175%, mientras que todo el estado ganó solo el 46% sin reasignación del poder político.
Debido a la pandemia de COVID-19, la Asamblea General se convocó temprano, el 18 de marzo de 2020 por primera vez desde la Guerra Civil.

## Cualificaciones y afiliación
Cada senador o delegado debe ser ciudadano estadounidense, y residir en Maryland durante al menos un año antes de la elección. Un candidato a legislador debe haber residido en el distrito legislativo que el candidato busca representar durante los seis meses anteriores a la elección. Un senador debe tener al menos veinticinco años de edad al momento de la elección y un delegado al menos veintiuno. Los oficiales militares que no sean miembros de las reservas no son elegibles para la elección a la Asamblea General.
Cada término tiene una duración de cuatro años. Sin embargo, los miembros de la Asamblea General tienen no tienen un mandato limitado. Si se produce una vacante en cualquiera de las cámaras por fallecimiento, renuncia o inhabilitación, el gobernador de Maryland designa un sustituto cuyo nombre es presentado por el Comité Central Estatal del mismo partido político que el legislador cuyo escaño se va a cubrir.

## Distritos legislativos

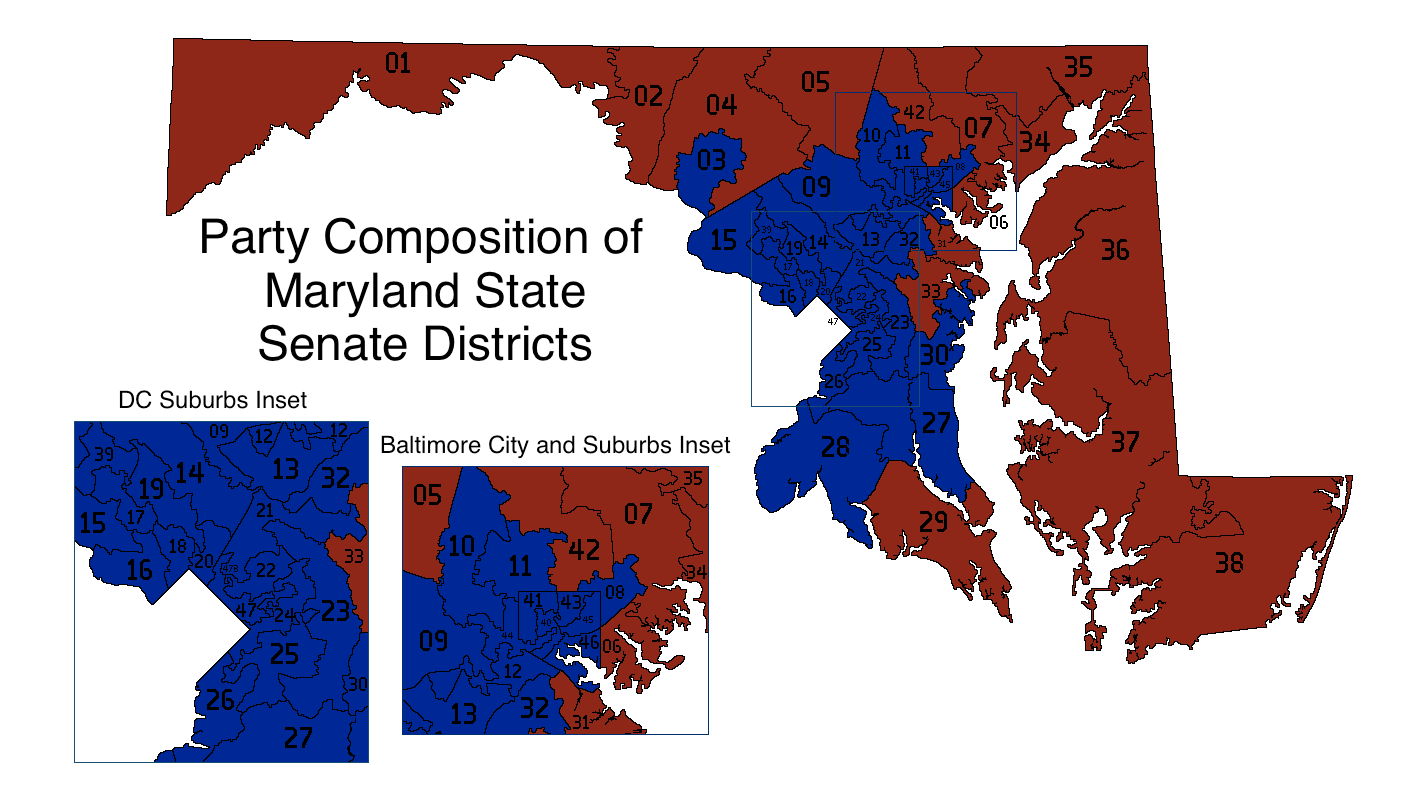
Distritos y composición de partidos del Senado de Maryland

El patrón actual de distribución de escaños comenzó con el plan de reparto legislativo de 1972, y a partir de entonces, se ha revisado cada diez años de acuerdo con los resultados del censo decenal de los Estados Unidos. Una enmienda constitucional, el plan creó 47 distritos legislativos, muchos de los cuales cruzan los límites del condado para delinear distritos relativamente iguales en población. Cada distrito legislativo elige un senador y tres delegados. En la mayoría de los distritos, los tres delegados se eligen en general de todo el distrito mediante votación en bloque . Sin embargo, en algunas áreas del estado menos pobladas, los distritos se dividen en subdistritos para la elección de delegados: ya sea en tres subdistritos de un delegado o en un subdistrito de dos delegados y un subdistrito de un delegado.

## Liderazgo
El Senado está dirigido por un Presidente, y la Cámara de Delegados por un Portavoz cuyos respectivos deberes y prerrogativas les permiten influir significativamente en el proceso legislativo. El Presidente y el Portavoz designan a los miembros de la mayoría de los comités y nombran a sus presidentes y vicepresidentes, excepto en el caso del Comité Conjunto de Investigación, cuyos miembros eligen a sus propios funcionarios. El Presidente y el Portavoz presiden las sesiones diarias de sus respectivas cámaras, manteniendo el decoro y mediando la sesión. A medida que se introduce la legislación, la asignan a un comité permanente para su consideración y audiencia pública. El presidente pro tempore nombra líderes y látigos mayoritarios y minoritarios.

## Resumen del procedimiento legislativo
Un proyecto de ley es una propuesta para cambiar, derogar o agregar a la ley estatal existente. Un proyecto de ley de la Cámara (HB) es uno que se presenta en la Cámara de Delegados (por ejemplo: HB 6); y un proyecto de ley del Senado (SB), en el Senado.
Las facturas se designan por número, en el orden de introducción en cada casa. Por ejemplo, HB 16 se refiere al decimosexto proyecto de ley presentado en la Cámara de Delegados. La numeración comienza de nuevo en cada sesión. Los nombres del patrocinador (y copatrocinadores, si los hay), el legislador que presentó el proyecto de ley, se convierte en parte del título. Los proyectos de ley enumerados como "El portavoz (a solicitud de la administración)", "El presidente (a solicitud de la administración)", "Líder de la minoría (a solicitud de la administración)" o "Presidente del comité (a solicitud del departamento)" son proyectos de ley propuestos. por el Gobernador y sus agencias y no son propuestas del Presidente de la Cámara, el presidente del Senado, el Líder de la Minoría o el respectivo Presidente del Comité. Se enumeran con el título oficial de legislador en lugar de gobernador debido a los requisitos de la Constitución de Maryland .
El procedimiento legislativo, se divide en distintas etapas:
- Redacción . El procedimiento comienza cuando un senador o delegado decide redactar un proyecto de ley. Un legislador envía la idea del proyecto de ley a la división de redacción de proyectos de ley del Departamento de Servicios Legislativos, donde se redacta en forma de proyecto de ley. El borrador del proyecto de ley se devuelve al legislador para su presentación.
- Introducción o primera lectura. Una factura se introduce o se lee por primera vez cuando el número de factura, el nombre del patrocinador y el título descriptivo de la factura se leen en el piso de la casa.
- Audiencia del comité . Después de la presentación, se asigna un proyecto de ley al comité de políticas apropiado, apropiado al tema en cuestión, para su primera audiencia. El aviso de la audiencia se publica en el Registro de Maryland para permitir los comentarios del público. Durante la audiencia del comité, el patrocinador presenta el proyecto de ley al comité, y cualquier miembro del público puede escuchar el testimonio de apoyo u oposición al proyecto de ley. Luego, el comité vota sobre si aprobar el proyecto de ley fuera del comité o si se aprueba con las enmiendas. Las facturas pueden modificarse varias veces. Se necesita un voto mayoritario de los miembros del comité para que se apruebe un proyecto de ley y se envíe al siguiente comité o al piso .
- Segunda lectura . Un proyecto de ley recomendado para su aprobación por el comité se lee por segunda vez en el piso de la cámara. Los legisladores, que no están en el comité donde el proyecto de ley recibió su audiencia pública, solo pueden ofrecer enmiendas al proyecto de ley en esta etapa. Los proyectos de ley de la Cámara en el Senado pueden ser enmendados por los Senadores en segunda o tercera lectura y los proyectos de ley del Senado en la Cámara también pueden ser enmendados en segunda o tercera lectura. Después de considerar todas las enmiendas, el presidente ordena que el proyecto de ley se imprima para la tercera lectura. Esta impresión incluiría cualquier enmienda de comité o de piso.
- Tercera lectura . Se realiza una votación nominal . Un proyecto de ley ordinario necesita una mayoría de votos para aprobarse. Un proyecto de ley de emergencia requiere un voto de tres quintos, y un proyecto de ley que requiere que se enmiende la Constitución de Maryland requiere un voto de tres quintos.[8]
- Segunda casa. Si el proyecto de ley recibe una mayoría constitucional de la primera cámara, el proyecto de ley repite los mismos pasos en la otra cámara. Si la segunda cámara aprueba el proyecto de ley sin cambiarlo, se envía al escritorio del gobernador.
- Resolución de Diferencias ( concurrencia o conferencia). Si una medida se enmienda en la segunda cámara y se aprueba, se devuelve a la casa de origen para considerar las enmiendas. La cámara de origen puede estar de acuerdo con las enmiendas y enviar el proyecto de ley al gobernador o rechazar las enmiendas y presentarlo a un comité de conferencia de dos cámaras. Nombrado por el presidente del Senado y el presidente de la Cámara, un comité de conferencia está formado por tres miembros de cada cámara. El comité envía un informe de sus recomendaciones a cada cámara, que luego puede adoptarlo o rechazarlo. Si se aprueba el informe, se vota el proyecto de ley para su aprobación final en cada cámara. Si el informe es rechazado por cualquiera de las cámaras, el proyecto de ley falla.

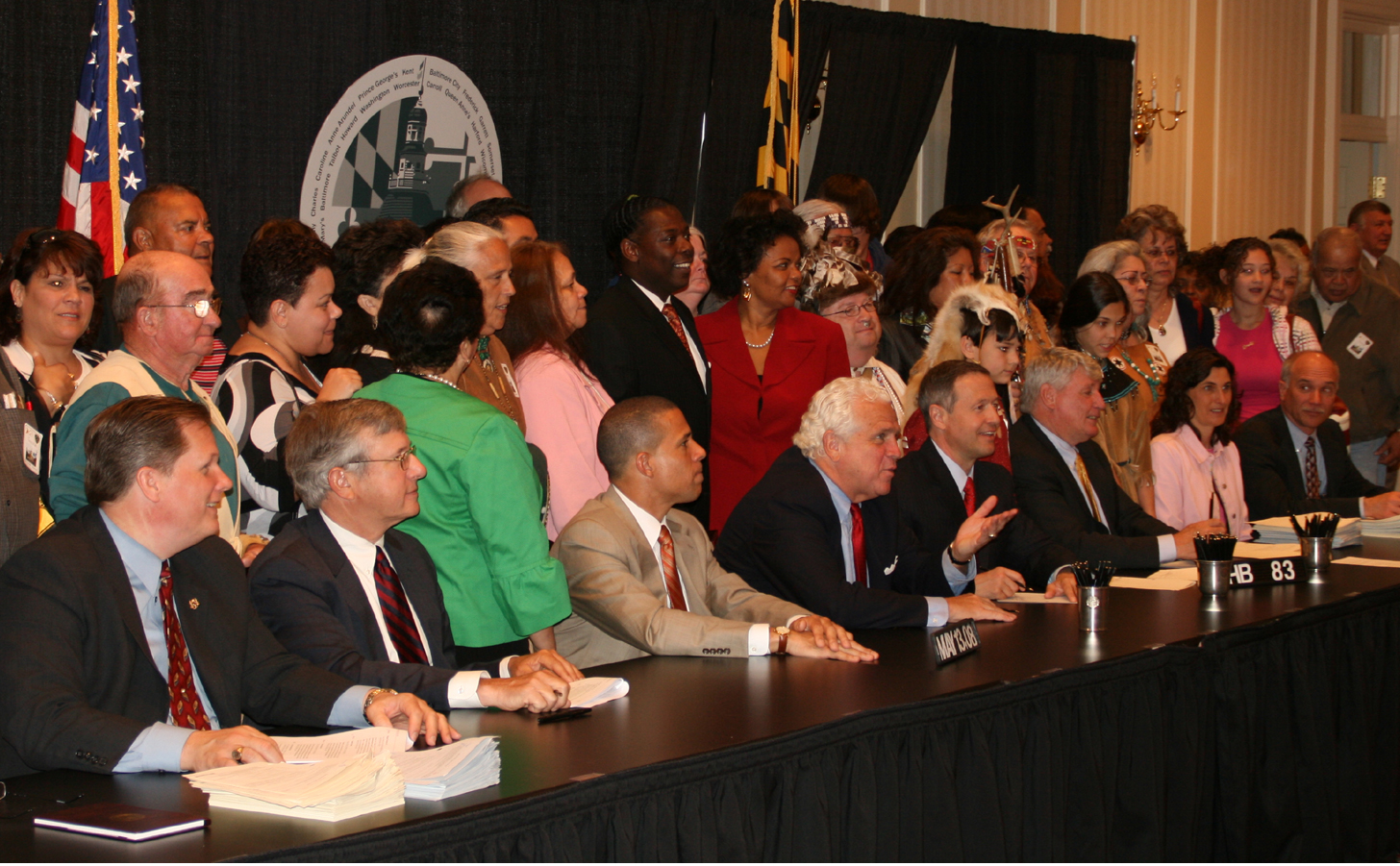
Los legisladores se hacen pasar por el gobernador O'Malley firma un proyecto de ley en una ceremonia de firma en Annapolis, Maryland, el 13 de mayo de 2008.

- Acción del gobernador. Todos los proyectos de ley aprobados, excepto el proyecto de ley de presupuesto y las enmiendas constitucionales, deben presentarse al Gobernador dentro de los veinte días siguientes al cierre de una sesión. El Gobernador puede vetar proyectos de ley dentro de los treinta días siguientes a su presentación. Si un proyecto de ley aprobado no se veta, se convierte en ley. El proyecto de ley de presupuesto, sin embargo, se convierte en ley en su aprobación final y no puede ser vetado. Las enmiendas constitucionales tampoco se pueden vetar; sólo se convierten en ley cuando los votantes las ratifican en las próximas elecciones generales.
- Veto anulado. Un proyecto de ley vetado se devuelve a la cámara de origen, donde se puede votar para anular el veto del gobernador; se requiere el voto de las tres quintas partes de ambas cámaras para anular un veto.
- Fecha efectiva. A cada proyecto de ley que es aprobado por la Legislatura y aprobado por el Gobernador se le asigna un número de capítulo por el Secretario de Estado . Estos proyectos de ley de capítulos son estatutos y, por lo general, pasan a formar parte de la ley de Maryland. Normalmente, una ley aprobada durante una sesión regular entra en vigor el 1 de octubre del mismo año. Los proyectos de ley de emergencia entran en vigor tan pronto como el gobernador los firma; Estos incluyen actos que exigen elecciones especiales y medidas de emergencia necesarias para la preservación inmediata de la paz, la salud o la seguridad públicas.[9]